# Gongylolepis martiana
Gongylolepis martiana là một loài thực vật có hoa trong họ Cúc. Loài này được (Baker) Steyerm. & Cuatrec. mô tả khoa học đầu tiên năm 1953.